# Jean Ritchie
Jean Ritchie (Viper, Kentucky, 8 de dezembro de 1922 – Berea, Kentucky, 1 de junho de 2015) foi uma cantora-compositora norte-americana de folk, e tocadora de saltério dos Apalaches.

## Problemas de saúde e morte
No início de dezembro de 2009, Ritchie foi hospitalizada depois de sofrer um acidente vascular cerebral que prejudicou sua capacidade de se comunicar.

Ela viveu em Berea, Kentucky até sua morte em junho de 2015. Ela morreu em casa.

## Discografia
- Traditional Songs of Her Kentucky Mountain Family (1952)
- Kentucky Mountains Songs (1954)
- Field Trip (1954)
- Courting Songs (1954)
- Shivaree (1955)
- The Singing Family of the Cumberlands (1955)
- Children's Songs & Games from the Southern Mountains (1956)
- Songs from Kentucky (1956)
- American Folk Tales and Songs (1956)
- Saturday Night and Sunday Too (1956)
- The Ritchie Family of Kentucky (1958)
- Riddle Me This (1959) (with Oscar Brand)
- Carols for All Seasons (1959)
- British Traditional Ballads, Vol 1 (1961)
- British Traditional Ballads, Vol 2 (1961)
- Ballads (2003; vol 1 and 2 above, issued on a single CD)
- Ballads from Her Appalachian Family Tradition (1961)
- Precious Memories (1962)
- The Appalachian Dulcimer: An Instructional Record (1963)
- Jean Ritchie and Doc Watson Live at Folk City (1963)
- Time For Singing (1966)
- Marching Across the Green Grass & Other American Children's Game Songs (1968)
- Clear Waters Remembered (1974)
- Jean Ritchie At Home (1974)
- None But One	 (1977)
- Christmas Revels. Wassail! Wassail! (1982)
- O Love Is Teasin' (1985)
- Kentucky Christmas, Old and New (1987)
- The Most Dulcimer	 (1992)
- Mountain Born (1995)
- High Hills and Mountains (1996)
- Childhood Songs (1997)
- Legends of Old time Music (2002, DVD)